# ローレンス・バークレー国立研究所
ローレンス・バークレー国立研究所（英: Lawrence Berkeley National Laboratory、略称：LBLまたはLBNL）は、アメリカ合衆国カリフォルニア州にあるアメリカ合衆国エネルギー省（英: Department of Energy、略名：DOE）の研究所。単にバークレー研究所、バークレーラボとも。
LBLは、物理、化学、生命科学、コンピュータ・サイエンス、エネルギー工学、ナノテクノロジー、環境工学などの広い分野にわたって研究を行っている。
運営は米国エネルギー省が直接行っているのではなく、カリフォルニア大学システムが代行している。またカリフォルニア大学バークレー校の所有地内に設置されているが、同校の付属研究所ではなく独立した組織である。
研究所ではスタッフ研究者（約千名）を含め、4,000人以上の人が雇用されており、カリフォルニア大学バークレー校からも多くの大学院生、大学生を受け入れて、研究を遂行している。

## 歴史
1931年にアーネスト・オーランド・ローレンスがバークレー校のキャンパスの中に作った放射線研究所（Radiation Laboratory）が前身である。1940年に現在の場所に移動。第二次世界大戦中及びその後1950年までは、マンハッタン計画などの国家機密に関する研究にも関わったが、現在そのような研究は行っていない。
1950年以降、同じくローレンスの名を冠した、ローレンス・リバモア国立研究所に保安上の理由から、国家機密に関わる研究は移されている（国家核安全保障局、国防総省、国土安全保障省などの関わる研究開発が行われている）。その後、マンハッタン計画の理論研究部がおかれていた、ロスアラモス国立研究所へ移った。ローレンス・リバモア国立研究所及びロスアラモス国立研究所では、ゾーン管理が行われているため、機密レベルの高い研究者や公務員、軍人で無いと、一部の施設の視察や見学はできない。
それ以降、加速器利用研究を初めとして、電子顕微鏡の産業応用などの研究センターを設置し、現在はカリフォルニア大学バークレー校の大学院課程としても知られている。

### 日本との関係
嵯峨根遼吉は1935年東京帝国大学を卒業後、この研究所で3年間サイクロトロンの研究をした。1940年9月理化学研究所の矢崎為一、渡辺扶生、飯盛武夫 (飯盛里安の長男)がサイクロトロンを視察するため訪れた。しかし、日米関係が微妙な時期だったので、ローレンス所長には会えなかった。また、サイクロトロンの青焼き (設計図のコピー) をもらうことになっていたが、のちにこの約束も取り消しになった。

## 歴代所長
(2016-現在): マイケル・ウィズレル

(2009-2016): ポール・アリヴィサトス

(2004-2008): スティーブン・チュー

(1989-2004): チャールズ・シャンク

(1980-1989): デイビット・シャーリー

(1973-1980): アンドリュー・セスラー

(1958-1972): エドウィン・マクミラン

(1931-1958): アーネスト・ローレンス

## 施設
- 放射光実験施設
- 電子顕微鏡の検定などを行う国立センター

## 研究部門
- 加速器・核融合研究（Accelerator and Fusion Research Division）
- 改良型放射光施設（Advanced Light Source）
- 化学（Chemical Science）
- 計算機を使った開発（Computational Research Division）：ソフトウエアの開発、応用数学など
- コンピュータ科学（Computing Science Division）：コンピュータのハードウエアの発展に関する研究
- 地球科学（Earth Sciences Division）
- 一般工学（Engineering Division）
- 環境・健康・安全部門（Environment, Health and Safety Division）
- エネルギー技術及び環境への影響に関する部門（Environmental Energy Technologies Division）
- ゲノミクス（Genomics Division）：遺伝子の構造・機能の解析
- 情報技術及びサービス（Information Technologies and Services Division）
- 共同遺伝子研究機関（Joint Genome Institute）
- ライフサイエンス（Life Sciences Division)：分子生物学、癌研究、放射線生物学、DNA修復研究
- 材料科学（Materials Sciences Division）
- エネルギー研究の為の科学的コンピュータ・センター（National Energy Research Scientific Computing Center (NERSC)）
- 原子核科学（Nuclear Science Division）
- 生物物理学（Physical Biosciences Division）
- 物理学（Physics Division）

## ノーベル賞受賞者
物理学賞、化学賞を11人の科学者が受賞している。
- 1939年 物理学賞、アーネスト・オーランド・ローレンス

サイクロトロンの発明・開発及びその成果、特に人工の放射性元素に関する研究
- 1951年 化学賞、グレン・シーボーグとエドゥイン・M・マクミラン

超ウラン元素の発見
- 1959年 物理学賞、オーウェン・チェンバレンとエミリオ・セグレ

反陽子の発見
- 1960年 物理学賞、ドナルド・A・グレイザー

泡箱の発明
- 1961年 化学賞、メルヴィン・カルヴィン

植物の二酸化炭素吸収（光合成）に関する研究
- 1968年 物理学賞、ルイ・W・アルヴァレ

素粒子物理学への非常な貢献 - 水素泡箱を用いた技術とそのデータ解析の発展に関して
- 1986年 化学賞、ユアン・T・リー

化学研究の新たな分野についての発展への貢献 - 動力学
- 1997年 物理学賞、スティーブン・チュウ

レーザー光を用いて原子を冷却・補足する手法に関する発展
- 2006年 物理学賞、ジョージ・F・スムート三世

宇宙マイクロ波背景放射の黒体放射との一致と非等方性の発見
- 2011年 物理学賞、ソール・パールマッター

遠方の超新星の観測を通した宇宙の加速膨張の発見

## 過去に在籍した人物
- クリフォード・ストール

天文学者。「カッコウはコンピュータに卵を産む」の著者。
- 村山斉

物理学者。カリフォルニア大学バークレー校教授。
- 河本薫 統計学者。滋賀大学データサインス学部教授。初代データサイエンス・オブ・ザ・イヤー。現代の名工。